# 12154 Каллімах
12154 Каллімах (12154 Callimachus) — астероїд головного поясу, відкритий 26 березня 1971 року.
Тіссеранів параметр щодо Юпітера — 3,223.